# Monotrema aemulans
Monotrema aemulans là một loài thực vật có hoa trong họ Rapateaceae. Loài này được Körn. mô tả khoa học đầu tiên năm 1972.